# District de Gràcia
Pour les articles homonymes, voir Gracia.
Le district de Gràcia est l'un des dix districts (district n° VI) de la ville de Barcelone (Catalogne).
Il est composé des cinq quartiers suivants : Vallcarca i els Penitents, El Coll, La Salut, Vila de Gràcia et Camp d'en Grassot i Gràcia Nova.

## Localisation
Le district est situé dans la partie centrale de la ville.

## Édifices remarquables
- Casa Joan Baptista Rubinat, maison de style moderniste, 1909.

Localisation du district de Gràcia dans Barcelone.

## Personnalités liées à Gràcia
- Albert Ràfols-Casamada (1923-2009), artiste peintre d'avant-garde[1].